# Kacey Jordan
Courtney Roskop, plus connue sous le pseudonyme de Kacey Jordan, née le 28 mars 1988 à Austin au Texas, est une actrice de films pornographiques américaine.

## Biographie
Inspirée par les vidéos de Kim Kardashian, elle quitte son Texas natal dans l'optique de faire carrière dans l'industrie pornographique et joue sur son physique atypique (elle a le corps d'une « fille de 14 ans » et sa propension à accepter les scènes extrêmes, comme un gang bang avec cinquante-trois hommes. Elle se blesse d'ailleurs parfois, comme lors du film cité précédemment, où elle est atteinte de salmonellose, et subit une déchirure de l'anus pendant une scène de sodomie.
Elle atteint un pic de notoriété quand elle facture 30 000 $ à l'acteur Charlie Sheen pour une orgie de 36 heures dans sa maison en janvier 2011,. Il lui offre aussi de la cocaïne. Elle devient alors une célébrité mondaine et est suivie par les paparazzi. En mars, elle tente de se suicider. Elle envoie des Tweets inquiétants, se filme et diffuse la vidéo sur YouTube. Elle prend une dose massive d'alcool, d'anti-douleurs et de somnifères. La police la retrouve assise sur le lit de la chambre d'hôtel avec des coupures sur les bras et elle est conduite à l'hôpital,.
En 2018, elle décide de mettre fin à sa carrière dans le milieu du porno, de subir une opération des seins pour « grandir » et ne plus avoir le corps d'une adolescente, d'essayer d'avoir un enfant, se met en faillite personnelle et prend un travail plus conventionnel dans une chaîne de salon de bronzage, Tan Republic, au salaire minimum, la même qu'avant sa carrière.

## Filmographie sélective
- 2007 : All Teens 3
- 2008 : We Live Together.com 5
- 2009 : Her First Lesbian Sex 15
- 2010 : Barely Legal Innocence 9
- 2011 : Molly's Life 8
- 2012 : All Girls All the Time 2
- 2013 : Camel Toes
- 2014 : Ain't Nuthin' But A V Thang
- 2015 : Anal Beauty 2
- 2016 : Swingers Club
- 2017 : Creamed
- 2018 : Génération Richesse de Lauren Greenfield : elle-même

## Distinctions
Nominations
- 2012 : AVN Award - Crossover Star of the Year[6]